# Rod Finwëho

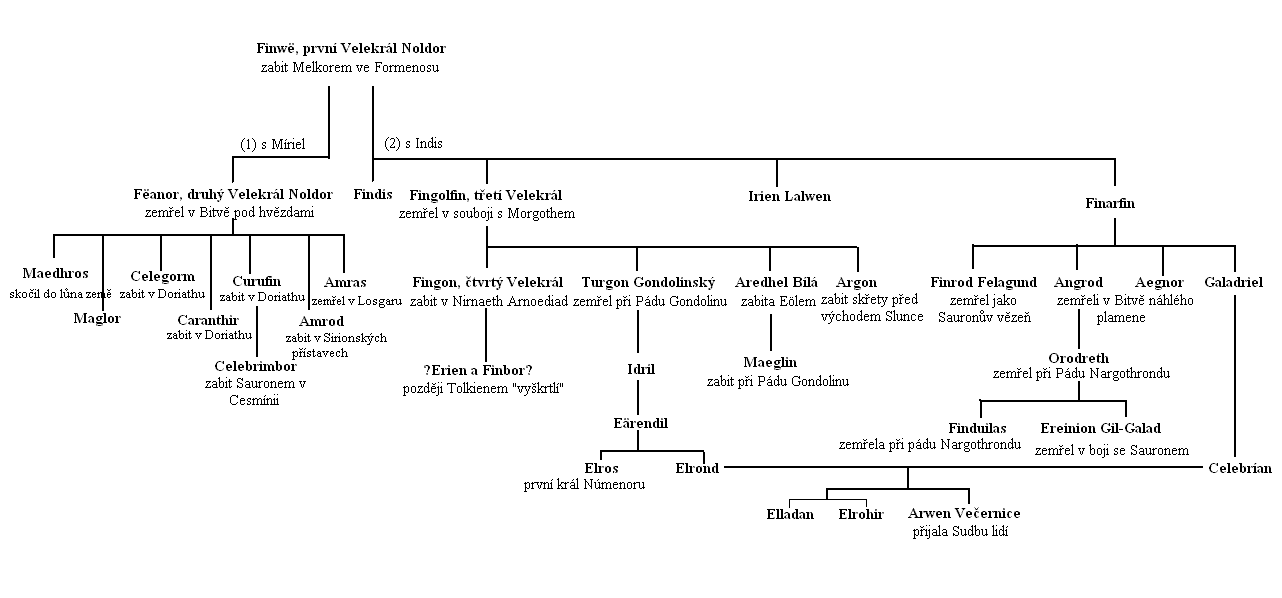
Rodokmen Finwëho rodu

Rod Finwëho je ve fiktivní mytologii J. R. R. Tolkiena královský rod Noldor, jednoho ze tří zástupů elfů, kteří odešli do Valinoru. Jeho zakladatelem byl Finwë, který navštívil Valinor a který tam poté svůj lid vedl. Pozdější žal a nesváry uvnitř Finwëho domu měly hluboký dopad nejen na dějiny Noldor, ale i historii celé Středozemě.
Historie Finwëho rodu je popisována především v Tolkienově knize Silmarillion, avšak jeho členové vystupují jako hlavní či vedlejší postavy i v Tolkienových dílech Nedokončené příběhy a Húrinovy děti.

## Finwë
Finwë byl prvním Velekrálem Noldor. To on mluvil před Tatyar a vyzýval je, aby opustili okolí jezera Cuiviénen a odešli žít do Valinoru. Finwë byl zabit před branami Formenosu Melkorem.
Finwë byl dvakrát ženat. Poprvé s Míriel, velkou tkadlenou, která však vydala veškerou svou sílu do svého syna Fëanora, a zemřela. Valar ji již nikdy nepropustili ze síní Mandosu, a stala se společnicí Vairë, tkadleny času. Finwëho druhou ženou byla Indis z Vanyar. Jejich dětmi byli: dcera Findis, syn Fingolfin, dcera Irien Lalwen, a nejmladší syn Finarfin.
Findis byla velmi blízká své matce a po smrti Finwëho spolu odešly zpět k Vanyar. Irien byla blízká Fingolfinovi, odešla s ním do vyhnanství, ale o jejím dalším osudu není nic známo.

## Fëanorův dům
Fëanor znamená Ohnivý duch. Toto jméno mu dala Míriel a ukázalo se až příliš pravdivé. Fëanor byl nejzručnější ze všech Ilúvatarových dětí, ale byl velmi prudký, a snadno se rozhněval. Fëanor nenáviděl Indis a její děti – jednou dokonce vytasil meč na svého bratra Fingolfina. Fëanorovou ženou byla Nernandel, dcera kováře Mahtana. Fëanor a Nerdanel měli sedm synů: Maedhrose, Maglora, Celegorma, Caranthira, Curufina, Amroda a Amrase. Fëanor odvedl většinu Noldor z Amanu do Středozemě poté, co mu Melkor ukradl silmarily, jeho nejlepší dílo. Přivolával na sebe věčnou tmu, pokud je nezíská zpět, a přísahal, že půjde po všech, kdo by si nárokoval silmarily. Jeho synové přísahali stejně. Fëanor pak zemřel krátce po návratu do Středozemě v bitvě pod hvězdami.
Fëanorovi synové pak založili svá vlastní království ve Východním Beleriandu, a několikrát se krutě pokusili získat silmarily zpět. Při těchto činech zemřeli Amrod, Caranthir, Celegorm a Curufin. Maedhros a Maglor sice skutečně získali zpět dva silmarily, ale jejich právo na ně zaniklo, takže jejich dotyk je pálil. Maedhros se pak vrhl do propasti plné ohně i se silmarilem, zatímco Maglor ho hodil do moře a poté se toulal po březích Středozemě, zpívajíc o žalu Noldor.
Fëanorův jediný vnuk byl Celebrimbor, který se zřekl svého otce Curufina a žil s Orodrethem v Nargothrondu. Po jeho zničení uprchl s Gil-galadem k Círdanovi na ostrov Balar a poté žili spolu v Lindonu. Celebrimbor však odvedl část svého lidu do Cesmínie, kde ukul se Sauronovou pomocí Prsteny moci. Celebrimbor byl později zabit samotným Sauronem a prsteny ukradeny.

## Fingolfinův dům
Po Fëanorově smrti Maedhros odmítl stát se Velekrálem Noldor a přenechal tento titul svému strýci Fingolfinovi. Ten, stejně jako většina rodu, odešel do vyhnanství. Fingolfin byl manželem Anairë a s ní otcem čtyř dětí – Fingona, Turgona, dcery Aredhel a Argona. Fingolfin byl králem Hithlumu na severu Středozemě a podle Silmarilionu byl „nejsilnější, nejudatnější a nejstálejší z noldorských pánů“. Fingolfin zemřel po Dagor Bragollachu, když vyzval Morgotha na souboj muže proti muži.
Fingon se poté stal Velekrálem a pánem Hithlumu. Fingon byl největším válečníkem z elfů, a měl velmi prudkou povahu. Mezi jeho nejslavnější momenty patří záchrana Maedhrose z Thangorodrim či jeho mnohá vítězství nad skřety. Fingon vedl polovinu vojsk Svobodných národů do bitvy nespočetných slz, ale nezachoval se takticky a nechal se vyprovokovat k zbrklému opuštění pozic. Byl poté obklopen balrogy a zabit.
Turgon byl nejmoudřejším noldorským princem. Byl oblíbencem Ulma a zpočátku přítelem Finroda Felagunda. Ulmo mu ve snu zjevil údolí Tumladen, kde Turgon založil skryté město Gondolin. Turgonovo město bylo posledním noldorským královstvím, které odolávalo, ale Turgon zpyšněl, a nevyslyšel Ulmovy rady, aby obracel pozornost na západ (přestože zpočátku tak činil) a jeho město bylo vinou zrady dobyto. Turgonova manželka Elenwë zemřela při přechodu Helcaraxë, a zanechala jedinou dceru Idril. Tu později Turgon provdal za smrtelného muže, Tuora, a narodil se jim syn Eärendil. Když Tuor zestárl, společně s Idril se nalodil na loď a zmizel z příběhů. Později se soudilo, že Tuor byl připočten k Prvorozeným (na rozdíl od Lúthien a Arwen, které si zvolily smrtelný osud)
Ëarendil Požehnaný po útěku z Gondolinu žil u Ústí Sirionu, kde se oženil s jinou půlelfkou, Elwing, která byla nositelkou silmarilu. Eärendil byl největší mořeplavec z písní a často plul po dosud neprobádaných mořích. Když Fëanorovi synové zničili Přístavy, byl pryč. Eärendil a Elwing pak spolu dopluli až do Valinoru, kde jako vyslanci Dvou plemen mluvili o žalu Středozemě a vyburcovali Valar do války hněvu. 
Syny Eärendila a Elwing byli Elros a Elrond. Eärendil, Elwing a Elrond si zvolili úděl elfů, ale Elros se rozhodl být souzen s lidmi, a stal se prvním králem Númenoru. Z jeho krve vzešli králové Númenoru, pánové z Andúnië, králové Gondoru a Arnoru a náčelníci Dúnadanů.
Elrond žil zprvu v Lindonu, ale byl vyslán Gil-galadem na pomoc Celebrimborovi do Eregionu, když jej napadl Sauron. Elrond však přišel příliš pozdě a Celebrimbor již byl mrtev. Elrond sebral jeho lid a založil Imladris, poslední domácký dům, známější jako Roklinka. Elrond se oženil s Galadrielinou dcerou Celebrían a byli rodiči Elladana, Elrohira, a Arwen Večernice. 
Elladan a Elrohir byli přáteli hraničářů a po Elrondově odplutí zůstali ve Středozemi s dědečkem Celebornem. Není jasné, zda odpluli s ním, či zůstali navěky ve Středozemi. Jejich sestra Arwen Večernice byla nejkrásnější elfkou od časů Lúthien Tinúviel. Zamilovala se do Aragorna II., Elrosova dědice, a určila si smrtelný osud. Stala se pak královnou Obnoveného království a matkou královské linie
Aredhel Bílá byla jedinou dcerou Fingolfina. Byla si blízká s Turgonem a jeho ženou Elenwë, žila s ním v Nevrastu a později i v Gondolinu. Tam si však připadala jako ve zlaté kleci, a tajně odjela za Fëanorovými syny, zabloudila však v lese Nan Elmoth, kde si ji vzal za ženu temný elf Eöl. Aredhel mu porodila syna Maeglina, s kterým později uprchla do Gondolinu. Eöl je však sledoval a v Gondolinu se pokusil Maeglina zabít. Aredhel však skočila do rány a zemřela na následky (šíp byl otráven).
Maeglin zůstal v Gondolinu, kde se zamiloval do Idril. Získal přízeň všech včetně krále, ale kromě Idril. V bitvě nespočetných slz nechtěl zůstat v Gondolinu jako regent a odešel bojovat s králem. Vedl v Gondolinu Dům krtka, a doloval i za hranicemi Gondolinu. Jednou byl přistižen Morgothovými špehy a vyzradil mu Gondolin. Byl zabit Tuorem.
Nejmladším Fingolfinovým dítětem byl Argon. Když byl zástup elfů příchozích z Helcaraxë napaden v Bitvě pod hvězdami, Argon vyrazil skřetům vstříc a byl zabit. 

## Finarfinův dům
Finarfin byl nejmladším dítětem Finwëho. Ze všech jeho synů byl také srdcem nejmoudřejší. Byl manželem Eärwen z Labutího přístavu Alqualondë, proto po Zabíjení rodných opustil se svým lidem zástup Noldor a vrátil se do Tirionu, kde získal odpuštění Valar a stal se králem Noldor. Dětmi Finarfina a Eärwen jsou Finrod Felagund, Angrod, Aegnor a Galadriel.
Finrod Felagund byl nejsvětlejším z Noldor, byl pánem Nargothrondu. Kdysi mu byl Barahirem zachráněn život a Finrod poté přísahal, že to Barahirovu domu oplatí. Když za ním přišel Beren, vydal se s ním za silmarilem. Byl však zajat Sauronem, uvězněn a později i zabit. Ironicky se to stalo ve věži Minas Tirith, kterou nechal sám postavit. V Silmarilionu je naznačeno, že později se Finrod znovu obživl a oženil se s Amarië z Vanyar. Gildor Inglorion může být jeho synem. 
Angrod a Aegnor byli pány Dorthonionu a zemřeli v bitvě náhlého plamene. Angrod byl ženat s Edhellos a byl otcem Orodretha. Aegnor nebyl ženat, ale byl zamilován do smrtelné ženy Andreth.
Orodreth byl zprvu pánem Minas Tirith, později Nargothrondu. Nebyl příliš válečnicky založen. Při vzpouře Noldor stejně jako dědeček Finarfin mluvil pro otálení. Se svou nejmenovanou ženou byl otcem Finduilas a Ereiniona Gil-galada. Společně se svou dcerou Finduilas a mnoha jinými zemřel při zániku Nargothrondu. Finduilas byla zamilovaná do Túrina Turambara.
Gil-galad byl posledním Velekrálem Noldor. Ve válkách prvního věku měl pramalý podíl a dlel s Círdanem na ostrově Balar, později v Lindonu. Zemřel v souboji se Sauronem na svazích Hory osudu. Gil-galad nebyl ženat a neměl děti.
Galadriel toužila odejít do Středozemě, neúčastnila se však vzpoury proti Valar. Žila s Melian v Doriathu, kde se vdala za Celeborna, a později s ním překročila Modré hory a žila v Lothlórienu. Jako jediná z těch, co vedli Noldor do vyhnanství, přežila válku hněvu (pokud se nepočítá Maglor). Byla matkou Celebrían, ženy Elrondovy.